# Gunnar Bohman
Gunnar Bohman (1 de septiembre de 1882 - 6 de enero de 1963) fue un autor, compositor, actor y cantante de nacionalidad sueca.

## Biografía
Su nombre completo era Karl Gunnar Bohman, y nació en Gotemburgo, Suecia. Tras cumplir estudios escolares y mercantiles, recibió formación de música y canto, debutando en 1904 en la compañía de operetas de Anna Norrie. Bohman empezó a cantar acompañado de laúd en 1911. Fue activo en el Cabaret Gillet de Estocolmo alrededor de 1920, presentando y siendo mentor de Evert Taube. Bohman tenía un gran repertorio, y viajó en gira por los países nórdicos y los Estados Unidos en 1923-1925.
Además de cantante y actor, Bohman lanzó en 1954 una colección de poesía modernista, Katharsis.
Gunnar Bohman falleció en Estocolmo en 1963. Había estado casado con la artista Signe Bohman, nacida Erikson, con la que tuvo un hijo médico, Michael Bohman.

## Filmografía (selección)
- 1912 : Trädgårdsmästaren
- 1926 : Lyckobarnen
- 1931 : Ungkarlsparadiset
- 1938 : Du gamla du fria
- 1939 : Filmen om Emelie Högqvist
- 1950 : Kvartetten som sprängdes
- 1959 : Bellman lever än

## Teatro (selección)
- 1910 : Lili, de Hervé, Alfred Hennequin y Albert Millaud, sala Anna Norrie[6]
- 1911 : Äkta makar, de Peter Egge, dirección de Mauritz Stiller, Strindbergs Intima Teater[7]
- 1911 : Försvarsadvokaten, de Ferenc Molnár, dirección de Mauritz Stiller, Strindbergs Intima Teater[8]
- 1911 : Mörkrets makt, de León Tolstói, dirección de Mauritz Stiller, Strindbergs Intima Teater[9]
- 1911 : Pastor Jussilainen, de Gustaf von Numers, dirección de Jenny Tschernichin-Larsson, Strindbergs Intima Teater[10]
- 1912 : Hockenjos staty, de Jakob Wassermann, dirección de Mauritz Stiller, Strindbergs Intima Teater[11]
- 1917 : Mästertjuven, de Tristan Bernard y Alfred Athis, dirección de Einar Fröberg, Djurgårdsteatern[12]
- 1932 : Ökensången, de Oscar Hammerstein, Otto Harbach, Frank Mandel y Sigmund Romberg, dirección de Nils Johannisson, Teatro Oscar[13]